# Dipterocarpus pachyphyllus
Dipterocarpus pachyphyllus — вид тропических деревьев из рода Диптерокарпус семейства Диптерокарповые. Видовой эпитет «pachyphyllus» переводится как «толстые листья».

## Распространение
Dipterocarpus pachyphyllus — эндемик острова Калимантан. Его среда обитания — смешанные диптерокарповые леса и другие холмистые местности на высоте до 400 метров над уровнем моря.

## Описание
Dipterocarpus pachyphyllus — вечнозелёное дерево высотой до 45 метров, диаметр ствола до 120 см. Кора шоколадно-коричневого цвета. Плоды округлые, до 2,5 см в длину.

## Охранный статус
Dipterocarpus pachyphyllus внесён в Красную книгу МСОП как уязвимый. Вид находится под угрозой из-за вырубки леса и преобразования земель для сельского хозяйства. Охранный статус — VU — уязвимые виды.